# Daniela Cilia
Daniela Cilia (Ragusa, 18 luglio 1970) è un'ex cestista italiana.
Centro, ha giocato in Serie A1 con Palermo.
Nel 1985, fu convocata per il Trofeo Decio Scuri, che si tenne a Catania. Era la lunga della squadra insieme a Maria Grazia Ursino. La selezione regionale siciliana chiuse al settimo posto.